# Boulderclay Glacier
Der Boulderclay Glacier (von englisch boulderclay ‚Geschiebelehm‘) ist ein Gletscher an der Scott-Küste des ostantarktischen Viktorialands. Er liegt entlang der Northern Foothills am Ufer der Terra Nova Bay.
Das New Zealand Antarctic Place-Names Committee benannte ihn 1989 nach dem im Gebiet des Gletschers anzutreffenden Geschiebelehm.